# Кофман Геннадій Леонідович
Генна́дій Леоні́дович Ко́фман (13 січня 1964, Харків) — український режисер, продюсер, журналіст, керівник кінокомпанії «МаГіКа-Фільм». Один із засновників та член правління міжнародного фестивалю документального кіно про права людини Docudays UA. Увійшов у ТОП-100 людей культури України в 2017 році за версією часопису «Новое время». Старший викладач кафедри медіакомунікацій Харківського національного університету ім. В. Н. Каразіна (курс кінознавства). Член Європейської кіноакадемії, член правління Української кіноакадемії, член Національної спілки кінематографістів України і Національної спілки журналістів України.

## Творчість
Документальні стрічки:
- «Игра», 1991
- «Дом у дороги», 1992
- «Человек на пути», 1992
- «Связисты», 1992
- «Золото банкира», 1996
- «Таємниці Іллі Рєпіна», 1996
- «Невідома професія кардіохірург», 2000
- «Генетика та доля», 2001
- «Аліна», 2001
- «Веку грядущему», 2002
- «Не хуже тебя», 2002
- «Земляки», 2002
- «Загадки исчезающего интеллекта», 2002
- «Безбатьківщина», 2003
- «Лишние дети», 2003
- «Дом Даурии», 2003
- «Дети Терриконовой долины», 2003
- «Навчально-методичний фільм „Клінічна фармація в пульмонології“», 2004
- «Чорнобиль. Зона безглуздя», 17 хв., 2006
- «Піна», 2008
- «Аліна і Надія», 2012
- «Молодіжний документальний кіноальманах „Поза Євро“», 2012 — продюсер
- «Райдуга над Каракумами», реж. Валерій Балаян, 2014 — продюсер
- «Жива ватра», реж. О. Костюк, 77 хв., 2014 — виконавчий продюсер
- «Вагрич і чорний квадрат», реж. А. Загданський, 81 хв., 2014, спільне виробництво Україна, США — співпродюсер
- «Дибук. Історія мандрівних душ», реж. К. Копчинські, 86/52 хв., 2015, спільне виробництво Польща, Швеція, Україна — співпродюсер
- «Михайло і Даниїл» (Michail and Daniel), реж. А. Загданський, 89 хв., 2017, спільне виробництво Україна, США — продюсер
- «Дельта» (Delta), реж. О. Течинський, 80 хв., 2017, спільне виробництво Україна, Німеччина — продюсер
- «Панорама» (Projectionist), реж. Ю. Шилов, 2019, спільне виробництво Україна, Польща — продюсер
- «Земля Івана», реж. А. Лисецький, 2019 — продюсер
- «Наш капелан», реж. С. Лисенко, 70 хв, 2019 — продюсер
- «Базиль», реж. Р. Ширман, 65 хв., 2019 — продюсер
- «Національний музей», реж. А. Загданський, 92 хв, 2020, спільне виробництво Україна, США — продюсер
- «В.Сильвестров», реж. С. Буковський, 140 хв., 2020 — продюсер
- «Привоз», реж. Є. Нейман, 72 хв., 2021 - продюсер
- «Сад дідуся», реж. К. Старнавський, 72 хв., 2023, спільне виробництво Польща, Україна – спів-продюсер

Анімація:
- «Бобе майсес», реж. О. Касавіна, 30 хв., 1993 — продюсер
- «До другого пришестя», реж. С. Лещенко, 10 хв., 1994 — продюсер
- «LCD», реж. В. Тюряєв, 10 хв., 1994 — продюсер
- «Причинна», реж. А. Щербак, 22 хв., 2017 — продюсер
- «Украдений місяць. Кум», реж. О. Захарова, 26 хв., 2022 – продюсер

## Публікації
- «Документальне кіно у ствердженні демократії та боротьбі проти несправедливості. Міжнародні практики».  Метод. посібник, Харків, 2008 р.
- «Актуальні проблеми забезпечення прав людини у фокусі документального кінематографу», методичний посібник для проведення занять із особовим складом ОВС України в рамках службової підготовки та підвищення квалифікації. ГО «Центр сучасних інформаційних технологій та візуальних мистецтв», 120 стор., 2008 р. — у співавторстві із О. Мартиненко.
- «Docudays UA — крок за кроком. Як започаткувати та провести міжнародний кінофестиваль про права людини для своєї громади». Посібник для організаторів кінофестивалю в регіонах України. Херсонська міська Асоціація журналістів «Південь», ГО «Центр сучасних інформаційних технологій та візуальних мистецтв», 80 стор., Харків, 2009 р.

## Громадська позиція
У 2018 підтримав звернення Європейської кіноакадемії на захист ув'язненого у Росії українського режисера Олега Сенцова.